# F. C. Unión Berlín (femenino)
El 1. FC Unión Berlín Femenino (1. Fußballclub Union Berlin Frauen en alemán y oficialmente, o FC Union Berlin de manera abreviada), es la sección femenina del F. C. Unión Berlín, un club de fútbol de Alemania. Viste de rojo, y juega en la Regionalliga Noreste Femenina, en el estadio Fritz-Lesch-Sportplatz de la capital Berlín, Alemania.

## Historia
El FC Unión Berlín fue uno de los primeros clubes de la DDR en tener un equipo femenino. Ya en 1968, las chicas que estaban entusiasmadas con el fútbol, la mayoría de ellas estudiantes del Instituto de Formación de Profesores de Köpenick, se reunieron para jugar al fútbol.  El 22 de septiembre de 1969, los futbolistas del Berlín recibieron ropa deportiva y balones y entrenaron por primera vez en una instalación auxiliar. El equipo fue entrenado por los entrenadores Bernd Müller y Bernd Vogel del primer equipo masculino del FC Unión Berlín. El 17 de enero de 1970, el equipo femenino disputó por primera vez un partido contra el equipo masculino de Union, y en los meses siguientes se descartaron los amistosos contra equipos de Berlín y Tangermünde. Cuando la Asociación de Fútbol de la DDR añadió el fútbol femenino a la popular zona deportiva en verano, el equipo femenino se vio obligado a buscar un nuevo club, ya que al Berlín, como club competitivo, no se le permitió mantener un equipo de ocio. Los futbolistas se unieron a los trabajos de cable de Oberspree como comunidad deportiva nacional.
En 1990, con la transferencia de las futbolistas del disuelto BSG Kabelwerk Oberspree Berlin, el club volvió a tener un departamento de fútbol femenino. El equipo participó en su primera temporada en 1990/91 en el último campeonato de fútbol femenino en la DDR. Terminaron octavos y, por lo tanto, se clasificaron para la recién creada Oberliga Nordost (hoy Regionalliga Nordost), pero no lograron permanecer en la liga la temporada siguiente. No fue hasta 2001 que el equipo volvió a subir a la liga regional. En la primera temporada solo fueron penúltimos, pero se les permitió permanecer en la liga debido al ascenso del Tennis Borussia Berlín, al que le siguieron algunos años en el mediocampo de la tabla.  En 2005, el equipo de Unión logró la hazaña de ser octavo en la tabla, 21 puntos por delante del Chemnitzer FC, noveno clasificado.
En la temporada 2006-07, el equipo fue llamado al cliente en la 2. Bundesliga Femenina, que existía como un edificio bajo la Bundesliga desde 2004. En el último día del juego, los sindicatos por la votación del duelo directo abrumaron el equipo del Magdeburg FFC y así aseguró el campeonato en la Liga Regional, que no era más como resultado, ya que el Magdeburgo no tenía ninguna solicitud de la 2. Bundesliga. Además, los Berlineses podrían defender con éxito el bolsillo del estado. Mientras que la temporada en el segundo día de la 2. Bundesliga podría mantenerse en la temporada siguiente, la directivas no administraron la plantilla en la temporada 2008-09.
A partir de 2009 el equipo volvió a jugar en la Regionalliga Nordost Femenina y estuvo inicialmente en peligro de descenso. No fue hasta la temporada 2012-13 que el Berlín volvió a jugar por el ascenso, que finalmente logró convertirse en subcampeón en 2014, ya que el SV Eintracht Leipzig-Süd renunció al ascenso a la 2. Bundesliga. En el mismo año, el equipo pudo volver a ganar la Copa de Berlín. Sin embargo, el título no pudo celebrarse, por lo que el equipo volvió a jugar en la Regionalliga Nordost de tercera categoría en la temporada 2015-16. Después de un cambio de personal, la temporada 2015-16 vio el regreso directo a la 2. Bundesliga Femenina y al campeonato de la liga regional NOFV. La Copa de Berlín también se ganó contra el competidor de la liga Viktoria Berlín.
Después de solo una temporada, fue relegado a la liga regional nuevamente. Con una victoria al rival Magdeburg FFC, las mujeres del Berlín se aseguraron el campeonato de la temporada de la liga regional 2017-18. En la ronda de clasificación para la 2. Bundesliga de partido único, las mujeres del Berlín fueron eliminado ante el segundo equipo del SGS Essen. Un año después, el FC Unión Berlín defendió su título de campeonato, pero falló en los partidos de ascenso contra SG 99 Andernach.

## Indumentaria
- Marca deportiva actual: Adidas
- Uniforme titular: Camiseta roja, pantaloneta blanca, medias rojas.
- Uniforme alternativo: Camiseta blanca, pantaloneta roja, medias blancas.
- Tercer uniforme: Camiseta negra, pantaloneta negra, medias negras.

| Histórico | (Ver evolución) | Actual |

## Palmarés
| Competición nacional   | Títulos                 | Subcampeonatos |
| ---------------------- | ----------------------- | -------------- |
| Segunda división (0/0) |                         |                |
| Tercera división (4/0) | 2007, 2016, 2018, 2019. |                |
| Copa de Berlín (4/0)   | 2006, 2007, 2014, 2016. |                |

### Otros logros
- Ascenso a la 2. Bundesliga: 2007, 2014, 2016, 2018.

- Participación en la 2. Bundesliga: 2007-08, 2008-09, 2014-15, 2016-17.

- Participación en la DFB-Pokal femenina: 2006-07, 2009-10, 2014-15, 2016-17.